# Canon EOS 70D
La Canon EOS 70D es una cámara DSLR de Canon. La EOS 70D fue anunciada el 2 de julio de 2013 para reemplazar a la Canon EOS 60D, y salió a la venta a finales de agosto de 2013. La cámara está disponible para ser adquirida ya sea con uno de los lentes EF-S 18–55mm IS STM, EF-S 18–135mm IS STM o únicamente el cuerpo.
La Canon Eos 70D es la plataforma de despegue para el Dual Pixel CMOS AF de Canon, el cual ofrece una gran mejora en la velocidad de autoenfoque en modo Live View, tanto para imagen fija como para video. A grandes aperturas, como f/1.8, el Dual Pixel CMOS Autofocus de la 70D ofrece una mejora significativa en la precisión del enfoque y consistencia en el enfoque automático convencional.

## Especificaciones
Comparada con la EOS 60D los cambios son:
- Sensor CMOS de 20.2 MP (CMOS de 18.1 MP en la 60D)
- DIGIC 5+ (DIGIC 4 en la 60D)
- Sistema de autoenfoque de 19 puntos, todos tipo cruz. El punto central es de alta precisión, de tipo doble cruz a f/2.8 o más rápido. (9 puntos, todos tipo cruz en la 60D)
- Cobertura de 98% en el visor, magnificación de 0.95x (96% de cobertura con igual magnificación para la 60D)
- 7 disparos por segundo en modo ráfaga (5.3 para la 60D)
- Wi-Fi integrado (no disponible en la 60D)
- Pantalla LCD táctil de 3″ y ángulo variable (no táctil en la 60D)
- ISO 12,800 máximo (expandible a 25,600) –  6,400 (expandible a 12,800) en la 60D
- Dual Pixel CMOS Autofocus (solo detección de contraste estándar en Live View para la 60D)
  - Permite el uso de enfoque de alta precisión automático de detección de fase en Live View, funcional a lo largo del 80% del encuadre a 0EV y f/11
- Video Full HD
  - Zoom digital en modo video. Ofrece un recorte en Full HD del centro del sensor para un zoom aproximado de 3x sin pérdida de la calidad de imagen, además un zoom de 10x de interpolación digital (no disponible en la 60D ni en otra cámara Canon de lentes intercambiables, excepto la EOS 600D/Rebel T3i)[8]
- Microajustes en AF (presentado intermitentemente en ediciones previas de las XXD, no en la 40D, en la 50D, luego retirado en la 60D)
  - Al contrario de otros modelos de la serie XXD, la 70D permite microajustes en ambos extremos de la longitud focal del mismo lente zoom. Esta característica fue introducida en la EOS-1D X, y también se encuentra en la EOS 5D Mark III y la EOS 6D.
- HDR (no disponible en la 60D)
- Modo de exposición múltiple (no disponible en la 60D)
- Horquillado de exposición de hasta 7 disparos (3 para la 60D)
- Una ranura SD/SDHC/SDXC, aprovechamiento completo del bus UHS-I (igual que en la 60D, excepto el soporte para UHS-I)
- Indicador de nivel en el visor — Por primera vez en una DSLR de Canon, el indicador permanece activo en modo de autoenfoque hasta que se suelta el disparador. En otros cuerpos de Canon con esta característica, el indicador permanece activo solo en modo de enfoque manual; en modo autoenfoque, el indicador desaparece una vez que el disparador se presiona a la mitad para auto-enfocar.[9]